# 10927 Vaucluse
10927 Vaucluse eller 1998 BB42 är en asteroid i huvudbältet som upptäcktes den 29 januari 1998 av den franske astronomen René Roy vid Blauvac-observatoriet. Den är uppkallad efter det franska departementet Vaucluse.
Asteroiden har en diameter på ungefär 8 kilometer.